# Сатуратор
Сатура́тор (англ. saturator, букв. насичувач) — апарат для насичення рідини (наприклад, вуглекислим газом). Основними компонентами сатуратора є:
- колонка (циліндрична ємність) з трубопроводами для підведення компонентів (рідини, газу) та відведення цільового продукту та залишку реагенту, клапанами, датчиками, манометрами тощо;
- насос для закачування рідини до колонки;
- газодувка для подачі газу;
- обладнання автоматизації процесу.

Рідина подається зверху колонки, газ — назустріч знизу колонки.
Сатуратор також є основним технологічним апаратом сатураторного методу виготовлення сульфату амонію в коксохімічній промисловості (на коксохімічних підприємствах).